# Johannes Imberg
Johannes Imberg, född 11 december 1985, är en svensk präst och ledamot i kyrkomötet i Svenska kyrkan.
Imberg prästvigdes 2013 för Göteborgs stift och blev 2018 församlingsherde i Fässbergs församling i Mölndals pastorat.
Sedan 2021 är han ledamot i Kyrkomötet för POSK - Partipolitiskt Obundna i Svenska Kyrkan.